# Cercles du Mali
Le cercle est une circonscription administrative de la république du Mali, subdivision de la région. Le Mali compte 159 cercles depuis 2023.
En mars 2023, les autorités de la transition du Mali ont adopté le projet de loi portant découpage administratif. Désormais, le Mali compte le District de Bamako, 19 régions, 159 cercles, 466 arrondissements, 819 communes et 12 712 villages.
Les cercles sont codés sur 4 chiffres suivant l'ordre chronologique de création, les deux premiers chiffres sont ceux de la région, ils sont listés ci-dessous:

## District de Bamako

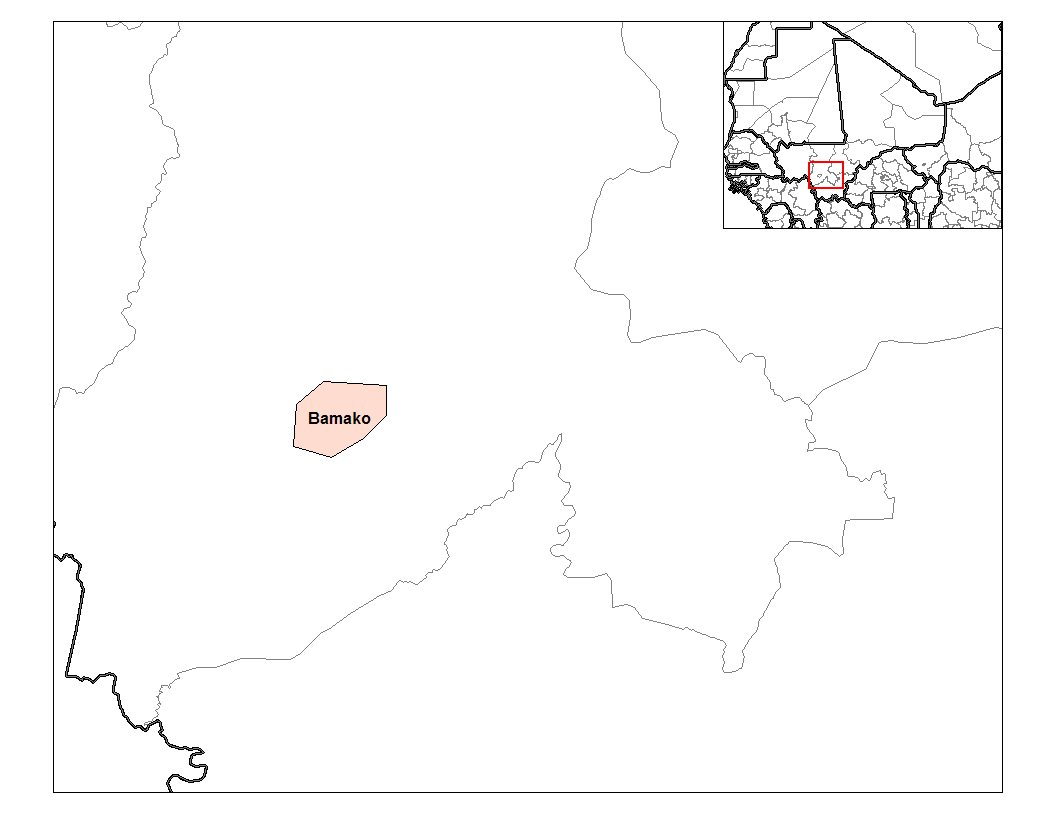
District de Bamako

La circonscription administrative du District de Bamako possède un statut particulier, il n'est pas constitué de cercles, il est composé de 7 arrondissements depuis la loi 2023-005 du 13 mars 2023.
- 0001 : Premier Arrondissement
- 0002 : Deuxième Arrondissement
- 0003 : Troisième Arrondissement
- 0004 : Quatrième Arrondissement
- 0005 : Cinquième Arrondissement
- 0006 : Sixième Arrondissement
- 0007 : Septième Arrondissement

## Région de Kayes

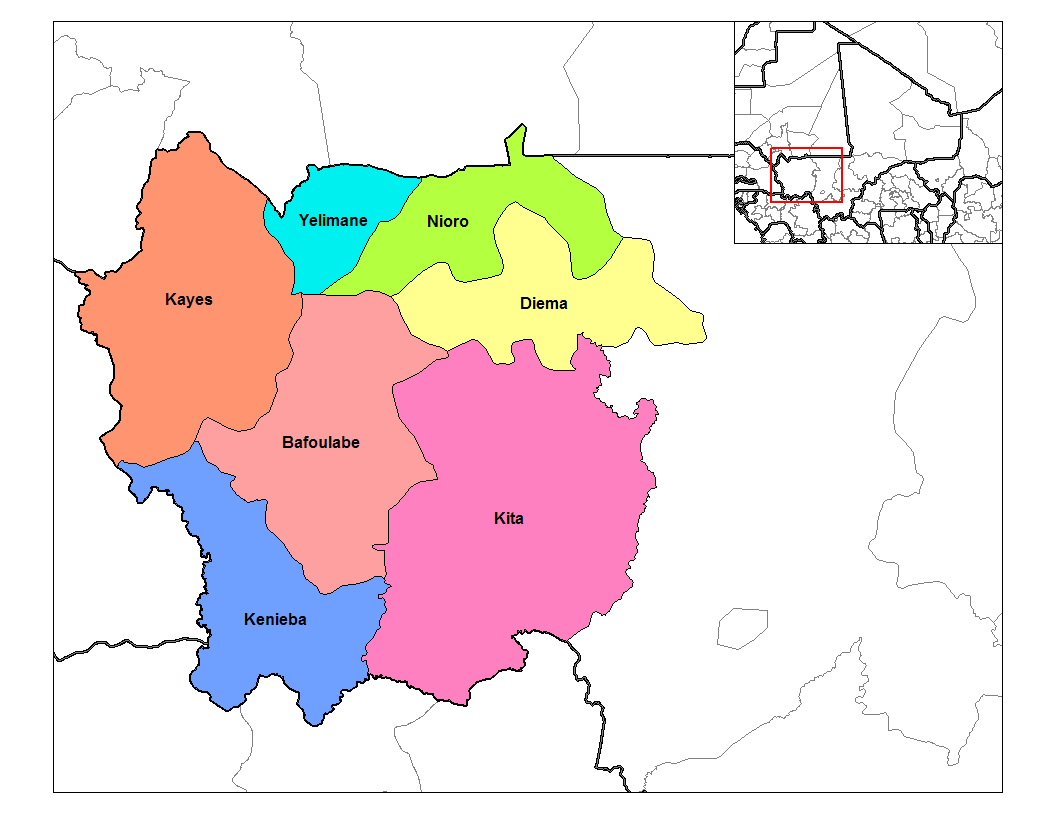
Cercle de Kayes

| Code | Cercle                   | Arrondissements | Communes |
| ---- | ------------------------ | --------------- | -------- |
| 0101 | Cercle de Kayes          | 4               | 11       |
| 0102 | Cercle de Bafoulabé      | 5               | 8        |
| 0103 | Cercle de Yélimané       | 3               | 11       |
| 0104 | Cercle de Kéniéba        | 5               | 11       |
| 0105 | Cercle de Ambidédi       | 2               | 6        |
| 0106 | Cercle de Aourou         | 3               | 4        |
| 0107 | Cercle de Diamou         | 2               | 2        |
| 0108 | Cercle de Oussoubidiagna | 5               | 5        |
| 0109 | Cercle de Ségala         | 2               | 5        |
| 0110 | Cercle de Sadiola        | 2               | 2        |

## Région de Koulikoro

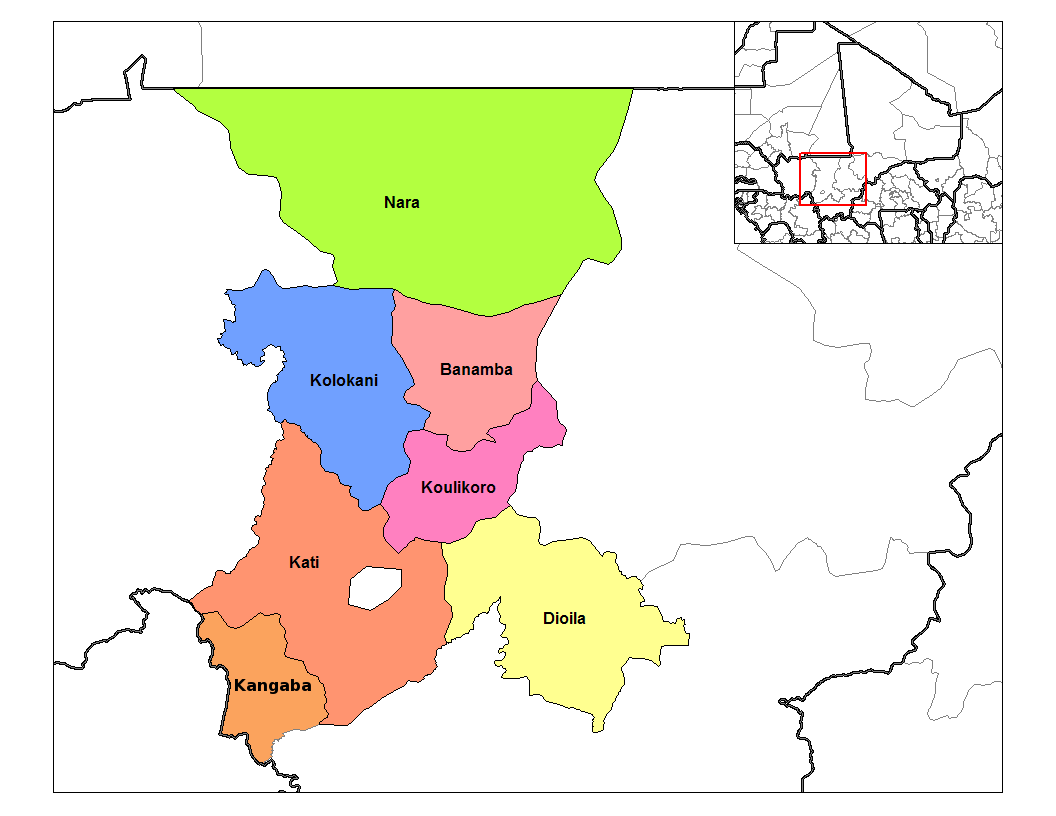
Cercles de la région de Koulikoro

- 0201 : Cercle de Koulikoro
- 0202 : Cercle de Banamba
- 0203 : Cercle de Kangaba
- 0204 : Cercle de Kati
- 0205 : Cercle de Kolokani
- 0206 : Cercle de Nyamina
- 0207 : Cercle de Siby
- 0208 : Cercle de Néguéla

## Région de Sikasso

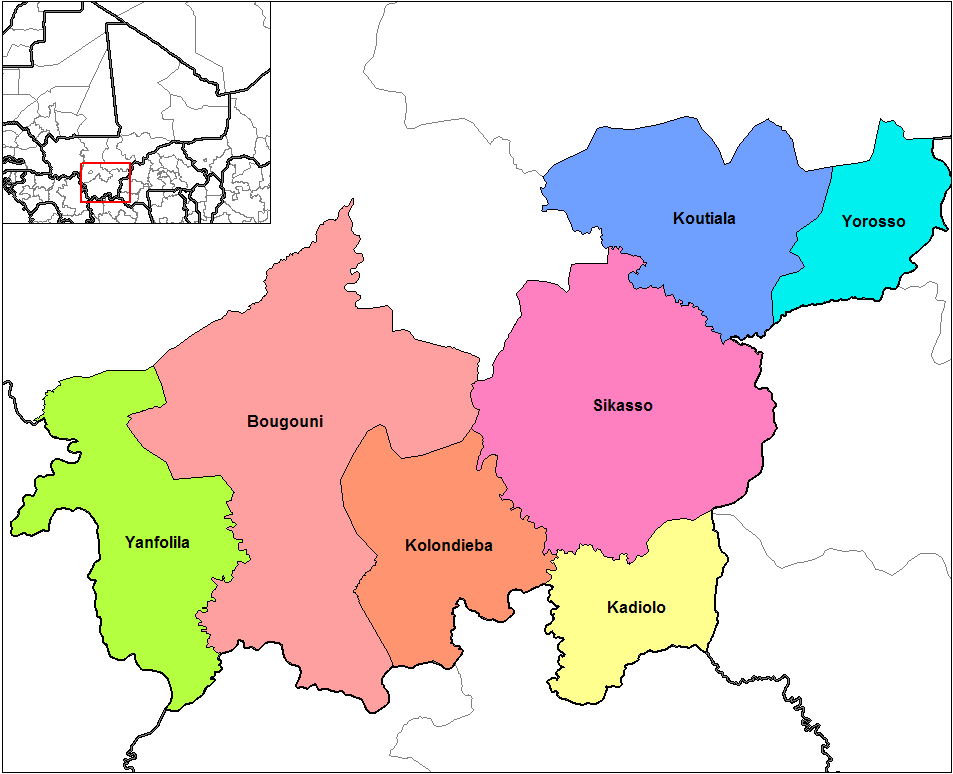
Cercles de la Région de Sikasso

| Code | Cercles              | Arrondissements | Communes |
| ---- | -------------------- | --------------- | -------- |
| 0301 | Cercle de Sikasso    | 2               | 16       |
| 0302 | Cercle de Kadiolo    | 4               | 6        |
| 0303 | Cercle de Dandérésso | 2               | 2        |
| 0304 | Cercle de Kignan     | 3               | 9        |
| 0305 | Cercle de Kléla      | 3               | 4        |
| 0306 | Cercle de Lobougoula | 2               | 2        |
| 0307 | Cercle de Loulouni   | 2               | 3        |
| 0308 | Cercle de Nièna      | 3               | 11       |

## Région de Ségou
| Code | Cercles            | Arrondissements | Communes |
| ---- | ------------------ | --------------- | -------- |
| 0401 | Cercle de Ségou    | 3               | 13       |
| 0402 | Cercle de Bla      | 5               | 11       |
| 0403 | Cercle de Barouéli | 4               | 11       |
| 0404 | Cercle de Niono    | 2               | 8        |
| 0405 | Cercle de Macina   | 4               | 7        |
| 0406 | Cercle de Dioro    | 3               | 4        |
| 0407 | Cercle de Farako   | 2               | 7        |
| 0408 | Cercle de Nampala  | 4               | 4        |
| 0409 | Cercle de Sokolo   | 3               | 3        |
| 0410 | Cercle de Markala  | 3               | 6        |
| 0411 | Cercle de Sarro    | 2               | 4        |

## Région de Mopti
| Code | Cercle                   | Arrondissements | Communes |
| ---- | ------------------------ | --------------- | -------- |
| 0501 | Cercle de Mopti          | 7               | 12       |
| 0502 | Cercle de Djenné         | 5               | 11       |
| 0503 | Cercle de Ténenkou       | 4               | 8        |
| 0504 | Cercle de Youwarou       | 6               | 7        |
| 0505 | Cercle de Konna          | 3               | 3        |
| 0506 | Cercle de Korientzé      | 4               | 4        |
| 0507 | Cercle de Sofara         | 2               | 2        |
| 0508 | Cercle de Toguéré-Coumbé | 3               | 3        |

## Région de Tombouctou
| Code | Cercle                   | Arrondissements |
| 0601 | Cercle de Tombouctou     | 3               |
| 0602 | Cercle de Goundam        | 3               |
| 0603 | Cercle de Diré           | 4               |
| 0604 | Cercle de Niafunké       | 2               |
| 0605 | Cercle de Gourma-Rharous | 2               |
| 0606 | Cercle de Bintagoungou   | 2               |
| 0607 | Cercle de Saraféré       | 4               |
| 0608 | Cercle de Bambara-Maoudé | 3               |
| 0609 | Cercle de Léré           | 2               |
| 0610 | Cercle de Gossi          | 2               |
| 0611 | Cercle de Tonka          | 2               |
| 0612 | Cercle de Ber            | 2               |
| 0613 | Cercle de Gargando       | 3               |

## Région de Gao

Region de Gao

- 0701 : Cercle de Gao
- 0702 : Cercle de Bourem
- 0703 : Cercle d'Ansongo
- 0704 : Cercle de Almoustrat
- 0705 : Cercle de Bamba
- 0706 : Cercle de Ouattagouna
- 0707 : Cercle de Soni Aliber
- 0708 : Cercle de Djebock
- 0709 : Cercle de Talataye
- 0710 : Cercle de Tessit
- 0711 : Cercle de N'Tillit
- 0712 : Cercle de Gabéro
- 0713 : Cercle de Ersane
- 0714 : Cercle de Tabankort
- 0715 : Cercle de Tin-Aouker
- 0716 : Cercle de Kassambéré

## Région de Kidal
| Code | Cercle               | Arrondissements | Communes |
| ---- | -------------------- | --------------- | -------- |
| 0801 | Cercle de Kidal      | 3               | 3        |
| 0802 | Cercle d'Abeïbara    | 3               | 3        |
| 0803 | Cercle de Tin-Essako | 3               | 5        |
| 0804 | Cercle de Tessalit   | 4               | 4        |
| 0805 | Cercle de Achibogho  | 3               | 3        |
| 0806 | Cercle de Anétif     | 3               | 3        |
| 0807 | Cercle de Timétrine  | 3               | 3        |
| 0808 | Cercle de Aguel-Hoc  | 3               | 3        |
| 0809 | Cercle de Takalote   | 4               | 4        |

## Région de Taoudenni
- 0901 : Cercle de Taoudenni
- 0902 : Cercle de Araouane
- 0903 : Cercle de Foum-Elba
- 0904 : Cercle de Boû-Djebeha
- 0905 : Cercle de Al-Ourche
- 0906 : Cercle de Achouratt

## Région de Ménaka
| Code | Cercle                       | Arrondissements | Communes |
| ---- | ---------------------------- | --------------- | -------- |
| 1001 | Cercle de Ménaka             | 4               | 9        |
| 1002 | Cercle de Tidermène          | 3               | 5        |
| 1003 | Cercle de Inékar             | 3               | 3        |
| 1004 | Cercle de Andéramboukane     | 3               | 5        |
| 1005 | Cercle de Anouzagrène        | 2               | 2        |
| 1006 | Cercle de Inlamawane (Fanfi) | 3               | 3        |

## Région de Nioro
| Code | Cercles                  | Arrondissements | Communes |
| ---- | ------------------------ | --------------- | -------- |
| 1101 | Cercle de Nioro du Sahel | 4               | 10       |
| 1102 | Cercle de Diéma          | 2               | 5        |
| 1103 | Cercle de Diangounté     | 2               | 4        |
| 1104 | Cercle de Sandaré        | 2               | 3        |
| 1105 | Cercle de Troungoumbé    | 2               | 5        |
| 1106 | Cercle de Béma           | 2               | 4        |

## Région de Kita
| Code | Cercles            | Arrondissements | Communes |
| ---- | ------------------ | --------------- | -------- |
| 1201 | Cercle de Kita     | 2               | 11       |
| 1202 | Cercle de Sagabari | 4               | 6        |
| 1203 | Cercle de Sébékoro | 2               | 4        |
| 1204 | Cercle de Toukoto  | 2               | 3        |
| 1205 | Cercle de Séféto   | 2               | 6        |
| 1206 | Cercle de Sirakoro | 2               | 3        |

## Région de Dioïla
| Code | Cercles            | Arrondissements | Communes |
| ---- | ------------------ | --------------- | -------- |
| 1301 | Cercle de Dioïla   | 2               | 6        |
| 1302 | Cercle de Banco    | 2               | 2        |
| 1303 | Cercle de Béléko   | 2               | 4        |
| 1304 | Cercle de Fana     | 3               | 7        |
| 1305 | Cercle de Massigui | 2               | 2        |
| 1306 | Cercle de Ména     | 2               | 2        |

## Région de Nara
| Code | Cercles            | Arrondissements | Communes |
| ---- | ------------------ | --------------- | -------- |
| 1401 | Cercle de Nara     | 2               | 3        |
| 1402 | Cercle de Ballé    | 2               | 3        |
| 1403 | Cercle de Dilly    | 2               | 2        |
| 1404 | Cercle de Mourdiah | 2               | 2        |
| 1405 | Cercle de Guiré    | 2               | 2        |
| 1406 | Cercle de Fallou   | 2               | 2        |

## Région de Bougouni
| Code | Cercle                   | Arrondissements | Communes |
| ---- | ------------------------ | --------------- | -------- |
| 1501 | Cercle de Bougouni       | 4               | 13       |
| 1502 | Cercle de Yanfolila      | 7               | 9        |
| 1503 | Cercle de Kolondiéba     | 3               | 6        |
| 1504 | Cercle de Garalo         | 2               | 6        |
| 1505 | Cercle de Koumantou      | 2               | 5        |
| 1506 | Cercle de Sélingué       | 2               | 7        |
| 1507 | Cercle de Ouélessébougou | 3               | 3        |
| 1508 | Cercle de Kadiala        | 3               | 3        |
| 1509 | Cercle de Fakola         | 2               | 3        |
| 1510 | Cercle de Dogo           | 2               | 2        |

## Région de Koutiala
| Code | Cercles              | Arrondissements | Communes |
| ---- | -------------------- | --------------- | -------- |
| 1601 | Cercle de Koutiala   | 3               | 12       |
| 1602 | Cercle de Yorosso    | 3               | 7        |
| 1603 | Cercle de M'Péssoba  | 3               | 8        |
| 1604 | Cercle de Molobala   | 3               | 5        |
| 1605 | Cercle de Koury      | 2               | 2        |
| 1606 | Cercle de Konséguéla | 3               | 3        |
| 1607 | Cercle de Kouniana   | 3               | 6        |
| 1608 | Cercle de Zangasso   | 2               | 3        |

## Région de San
| Code | Cercles             | Arrondissements | Communes |
| ---- | ------------------- | --------------- | -------- |
| 1701 | Cercle de San       | 2               | 9        |
| 1702 | Cercle de Tominian  | 3               | 5        |
| 1703 | Cercle de Kimparana | 3               | 10       |
| 1704 | Cercle de Yangasso  | 3               | 8        |
| 1705 | Cercle de Fangasso  | 2               | 3        |
| 1706 | Cercle de Mandiakuy | 2               | 4        |
| 1707 | Cercle de Sy        | 2               | 3        |

## Région de Douentza
| Code | Cercle             | Arrondissements | Communes |
| ---- | ------------------ | --------------- | -------- |
| 1801 | Cercle de Douentza | 4               | 10       |
| 1802 | Cercle de Boré     | 3               | 3        |
| 1803 | Cercle de Hombori  | 2               | 2        |
| 1804 | Cercle de N'Gouma  | 3               | 3        |
| 1805 | Cercle de Mondoro  | 3               | 3        |
| 1806 | Cercle de Boni     | 3               | 3        |

## Région de Bandiagara
| Code | Cercle                | Arrondissements | Communes |
| ---- | --------------------- | --------------- | -------- |
| 1901 | Cercle de Bandiagara  | 4               | 10       |
| 1902 | Cercle de Koro        | 8               | 16       |
| 1903 | Cercle de Bankass     | 3               | 4        |
| 1904 | Cercle de Kendié      | 2               | 5        |
| 1905 | Cercle de Ningari     | 2               | 4        |
| 1906 | Cercle de Dialassagou | 2               | 5        |
| 1907 | Cercle de Sangha      | 2               | 2        |
| 1908 | Cercle de Kani        | 4               | 4        |
| 1909 | Cercle de Sokoura     | 3               | 3        |

## Historique
Durant la période de développement colonial, les cercles représentaient la plus petite unité administrative dirigée par un officier européen dans ce qui deviendra le territoire malien. Un cercle était alors composé de plusieurs cantons, chacun d'entre eux étant à son tour composé de plusieurs villages.
En 1887, le Cercle de Bafoulabé est le premier cercle instauré au Mali. Dans la plupart des autres pays de l'ex-Afrique occidentale française (A.O.F.), le terme « cercle » fut transformé en « Préfecture » ou « Département » après l'indépendance, cependant l'administration de la république du Mali conserve le cercle comme subdivision de la région.
La loi 60-5 AL-RS du 7 juin 1960 établit les cercles dirigés par des commandants de cercle sous l'autorité du gouverneur de région. Les 24 cercles sont des subdivisions des 6 régions :
- Région de Bamako : Bamako, Koulikoro, Dioïla, Nara et Kolokani;
- Région de Kayes : Kayes, Bafoulabé, Nioro, Kita;
- Région de Sikasso : Sikasso, Bougouni, Koutiala;
- Région de Mopti : Mopti, Bandiagara, Douentza, Niafunké et Tenenkou;
- Région de Ségou : Ségou, San, Macina, Niono;
- Région de Gao : Gao, Goudam et Tombouctou.

En 1961, la loi N° 117 du 11 août 1961, instaure 12 nouveaux cercles : Kéniéba, Kangaba, Kolondiéba, Yanfolila, Ansongo, Bourem, Kidal, Ménaka, Yorosso, Banamba, Yélimané et Tominian.
En 1977, l'Ordonnance 77-45 CMLN, crée la nouvelle région de Tombouctou et détermine 7 régions divisées en 46 cercles.
- 1. Région de Kayes : Kayes, Bafoulabé, Diéma, Déniéba, Kita, Nioro et Yélimané;
- 2. Région de Koulikoro : Koulikoro, Banamba, Dioïla, Kangaba, Kolokani, Kati et Nara;
- 3. Région de Sikasso : Sikasso, Bougouni, Kadiolo, Kolondiéba, Koutiala, Yanfolila et Yorosso;
- 4. Région de Ségou : Ségou, Barouéli, Bla, Macina, Niono, San et Tominian;
- 5. Région de Mopti : Mopti, Bandiagara, Bankass, Djenné, Douentza, Koro, Ténenkou et Yoravou;
- 6. Région de Tombouctou : Tombouctou, Diré, Goudam, Gourma-Rharous et Niafunké;
- 7. Région de Gao : Gao, Ansongo, Bourem, Kidal et Ménaka.

En 1992, le Mali compte 8 régions et 49 cercles. La région de Kidal soustraite de Gao, est créée elle compte 4 cercles :
- Région de Kidal : Kidal, Abeibara, Tessalit, Tin-Essako.

En 1999, la réforme administrative instaure les 49 cercles en collectivités territoriales par la loi 99-35 du 10 août 1999.
Avant la réorganisation des collectivités locales de 1999, certains cercles (et districts) étaient encore divisés en Arrondissements, principalement les zones urbaines ou les vastes régions du nord (comme Kidal), qui étaient constituées d'un ensemble de communes. Depuis ces réformes, les cercles sont directement subdivisés en communes rurales et urbaines, elles-mêmes divisées en quartiers (ou villages et campements en milieu rural) qui disposent de conseils d'élus à chaque niveau.

### Pages externes
- MATCL - Ministère de l'Administration Territoriale et des Collectivités Locales
- Mali (sur Statoids.com)
- Maplibrary : cartes vectorielles des subdivisions nationales du Mali.
- Régions, Cercles et Lieux au Mali, base de données des Services d'Information sur le Développement Africain. Contient la liste des Arrondissements sous chaque page Cercle, ainsi que quelques Communes et lieux d'intérêt dans chaque Cercle.